# Mukhriz Mahathir

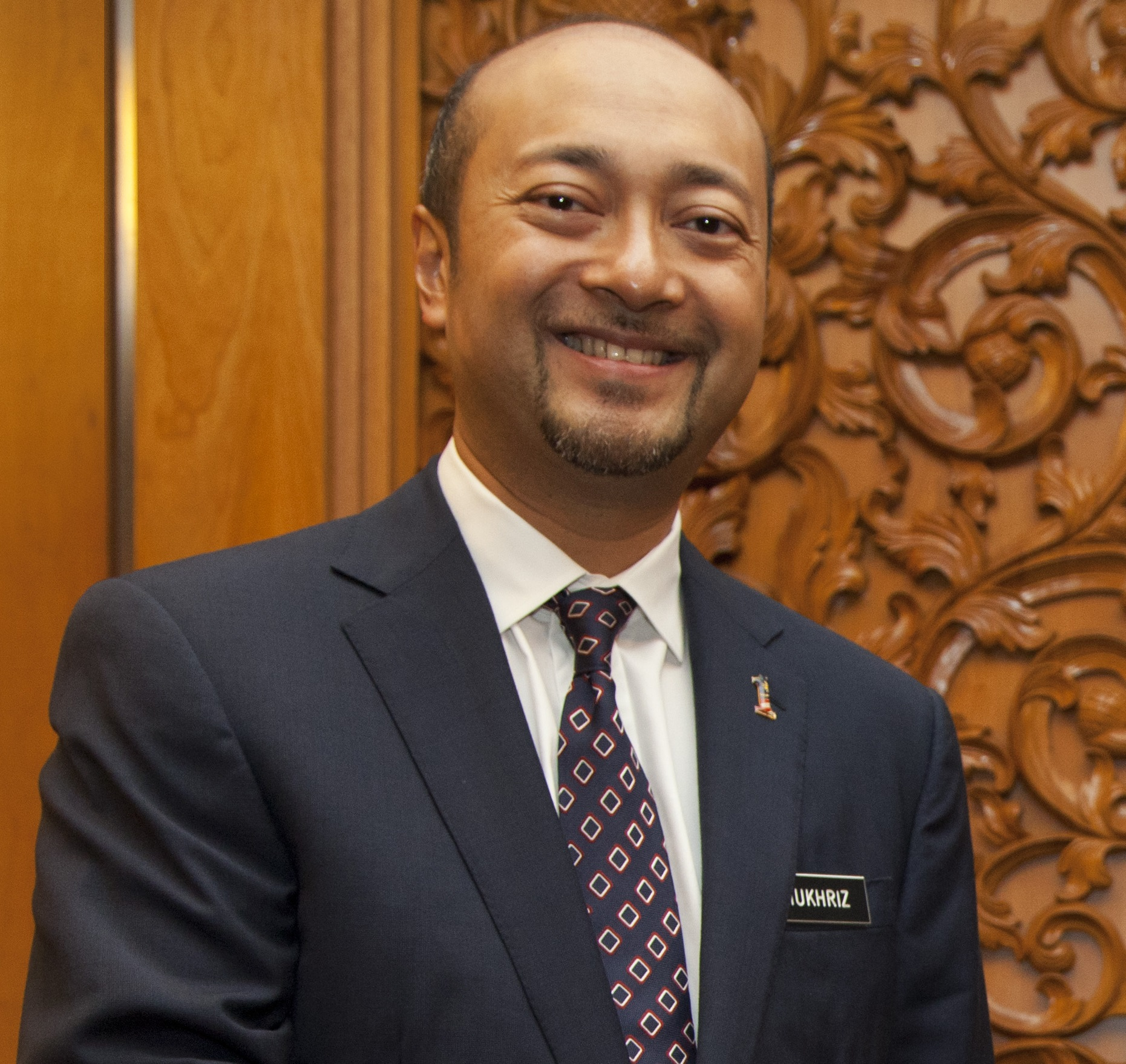
Mukhriz Mahathir

Mukhriz Mahathir é um político malaio nascido em 1964. Ele é filho do ex-primeiro-ministro da Malásia, Mahathir bin Mohamad, e vem de uma família proeminente na política do país. Mukhriz serviu duas vezes como Menteri Besar (Chefe do Governo Estadual) do estado de Quedá.

## Primeiro mandato como Menteri Besar Quedá (2013-2016)
Nas eleições de 2013, Mukhriz renunciou ao seu assento no parlamento federal para concorrer ao assento da Assembleia Estadual de Quedá, em Ayer Hitam. Essa decisão foi tomada com o objetivo de se tornar o Chefe do Governo Estadual de Quedá, caso a coalizão Barisan Nasional conseguisse derrotar o governo estadual liderado pelo Pakatan Rakyat (PR), encabeçado por Azizan Abdul Razak. Mukhriz venceu em Ayer Hitam (derrotando o titular do Partido Islâmico Pan-Malásio (PAS)) e a Barisan Nasional recuperou o governo estadual. Mukhriz tomou posse como Chefe do Governo Estadual em 6 de maio, um dia após a eleição, na presença de seu pai.
Em janeiro de 2016, líderes do UMNO Quedá, liderados por Ahmad Bashah Md Hanipah, declararam a perda de confiança em relação a Mukhriz, devido à "sua incapacidade de manter uma liderança partidária unida". Acredita-se amplamente que essa ação foi uma retaliação orquestrada pelo campo do primeiro-ministro Najib Razak no UMNO, que estava cada vez mais irritado com as críticas de Mahathir e Mukhriz contra Najib. Mukhriz renunciou em 3 de fevereiro de 2016 após perder a maioria de apoio entre os membros da assembleia. Ahmad Bashah, que também é o deputado de Bakar Bata, sucedeu-o como o 12º Chefe do Governo Estadual de Quedá. A filha de Mukhriz, Meera Alyanna Mukhriz, expressou sua gratidão ao povo de Quedá por dar a seu pai a oportunidade de servir o estado e seu povo.
Em junho de 2016, Mukhriz foi expulso do UMNO juntamente com Muhyiddin Yassin.